# آنا وسترلوند
آنا وسترلوند (انگلیسی: Anna Westerlund؛ زادهٔ ۹ آوریل ۱۹۸۹) بازیکن فوتبال اهل فنلاند است.
از باشگاه‌هایی که در آن بازی کرده‌است می‌توان به اومئا آی‌کی اشاره کرد.
وی همچنین در تیم ملی فوتبال زنان فنلاند بازی کرده‌است.